# 尼科琳·绍尔布赖
尼科琳·绍尔布赖（荷蘭語：Nicolien Sauerbreij，1979年7月31日—），荷兰女子单板滑雪运动员。她曾代表荷兰参加2002年、2006年、2010年和2014年冬季奥林匹克运动会单板滑雪比赛，获得一枚金牌。